# Какво ново, котенце?
„Какво ново, котенце?“ (на английски: What's New Pussycat?) е комедия на режисьора Клайв Донър, който излиза на екран през 1965 година.

## Сюжет
Известният женкар Майкъл Джеймс иска да остане верен на своята приятелка Карол. Като редактор на едно от най-големите парижки модни списания, той постоянно се сблъсква с много красиви жени. Жените обичат Майкъл, намирайки го „в определена светлина“ много привлекателно. Майкъл просто не може да устои на изкушенията на другите. Той търси помощ от психоаналитик, д-р Фриц Фасбендер. Но последният също изпитва слабости към нежния пол и дори грубо нарушава медицинската етика – той се влюбва в своя пациентка мис Лефевр, която от своя страна е влюбена в Майкъл. Събитията поемат неочакван обрат, когато всички герои, които не очакват да се срещнат изобщо, се събират в хотел „Шато-Шантел“ в покрайнините на Париж през уикенда.

## В ролите
| Актьор        | Роля               |
| ------------- | ------------------ |
| Питър Селърс  | д-р Фриц Фасбендер |
| Питър О'Тул   | Майкъл Джеймс      |
| Роми Шнайдер  | Карол Вернер       |
| Капуцин       | Рене Лефевр        |
| Урсула Андрес | Рита               |
| Уди Алън      | Виктор Шакапопулис |
| Пола Прентис  | Лиз Биен           |
| Едра Гейл     | Ана Фасбендер      |
| Мишел Сюбор   | Филип              |